# GIRD–X

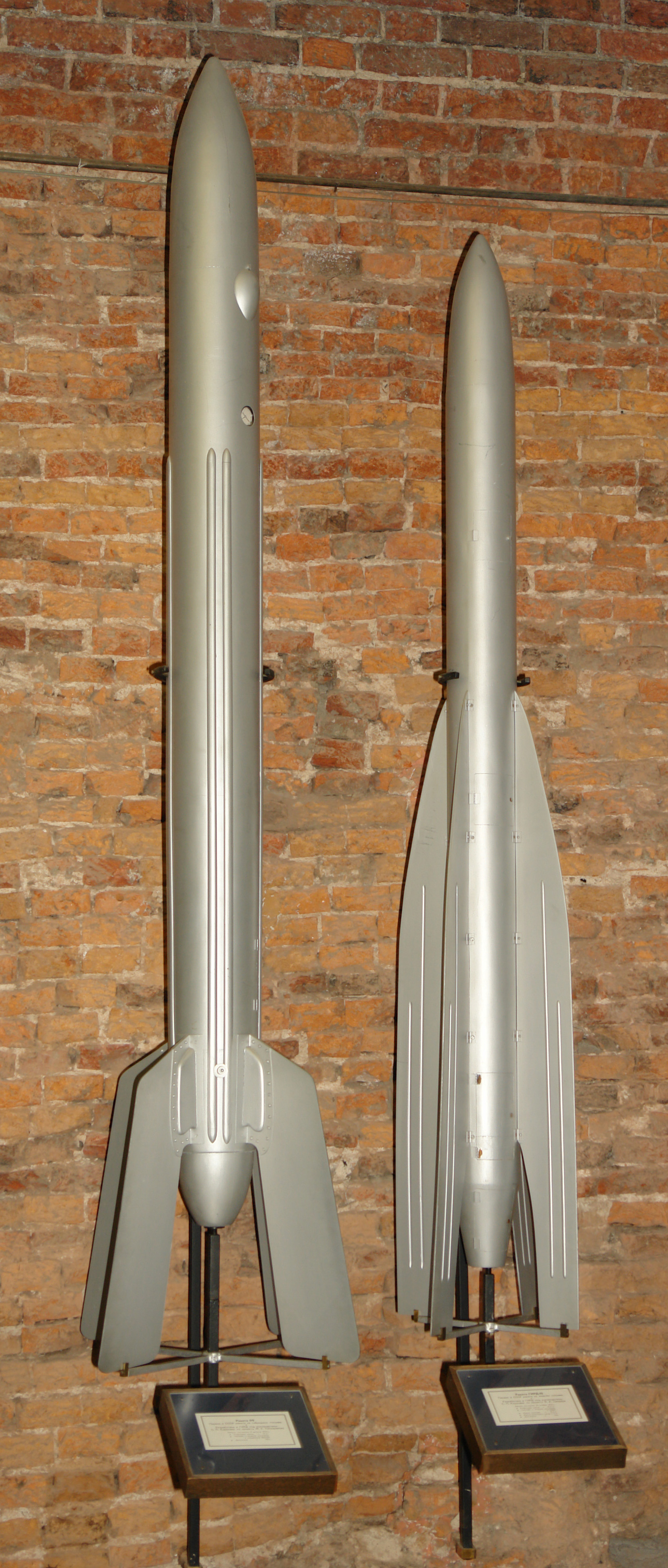
A GIRD–X (jobbra) és a GIRD–09 (balra) rakéták a szentpétervéri Űrhajózási és Rakétatechnikai Múzeumban kiállítva

A GIRD–X, vagy GIRD–10 (oroszul: ГИРД–X) volt a Szovjetunióban megépített első, ténylegesen működő folyékony hajtóanyagú rakéta, melyet a rakétahajtás tanulmányozására létrehozott, Fridrih Cander által vezetett  GIRD csoport fejlesztett ki az 1930-as évek elején. A rakéta megépítésére és indítására azonban már Cander halála után került sor Leonyid Kornyejev vezetésével.

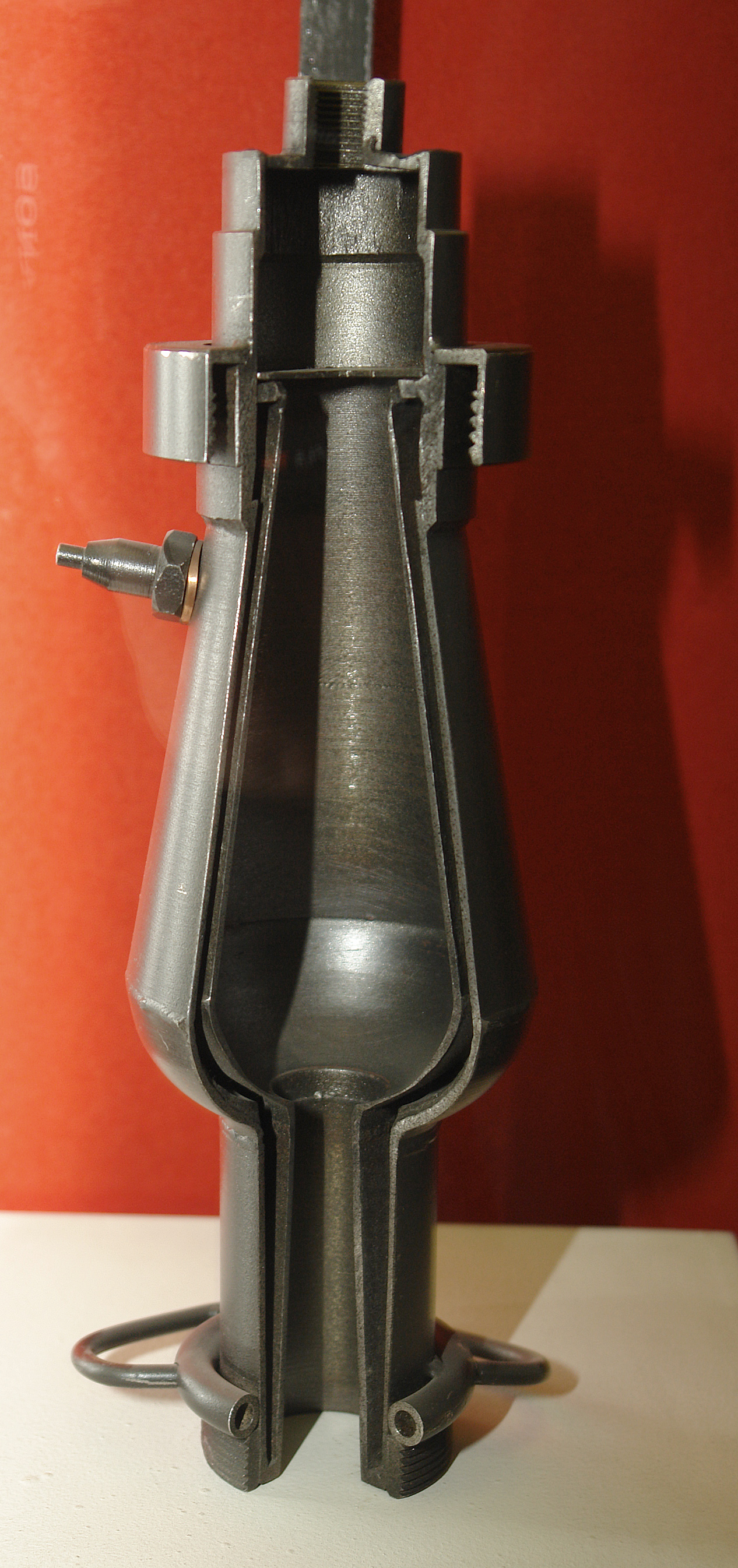
A GIRD–X-be épített 10-es jelű rakétahajtómű

A moszkvai GIRD (MoszGIRD) Cander vezette 1-es kutatócsoportja 1933 januárjában kezdte el a GIRD–X rakéta fejlesztését. Cander elképzeléseiben eredetileg fémet használtak volna tüzelőanyagként, mely részben a rakétatestet is alkotta volna. Később azonban ezt elvetették és a folyékony hajtóanyagú rakétahajtóműre esett a választás. 
A GIRD–X-hez felhasznált rakétahajtómű gyökerei Cander benzin–oxigén hajtóanyagú OR–2 rakétahajtóművéig nyúlnak vissza, melyet még 1932 decemberében készített, eredetileg Koroljov rakéta-póthajtású vitorlázó repülőgépéhez, az RP–1-hez. Kipróbálására már Cander halálát követően, 1933 márciusban került sor. A kísérlet sikertelen volt, mert a próba során a hajtómű égéstere károsodott. 
Cander tanítványai módosították az OR–2 hajtóművet. A 2-es jelzést kapott hajtómű tüzelőanyagát alkoholra cserélték, így csökkentették az égési hőmérsékletet. 1933 januárjában készült el a 2-es hajtómű továbbfejlesztett, már a GIRD–X-hez szánt változata, a 10-es jelzésű hajtómű. Ez körte formájú égéstérrel rendelkezett, tüzelőanyagként benzint, oxidálóanyagként folyékony oxigént használtak, mellyel egyúttal a fúvócsövet is hűtötték.
A 10-es hajtómű első kísérleti üzemére 1933 augusztusában került sor, de az sikertelen volt, a hajtómű égéstere átégett. Ezért a benzint ismét alkoholra (78%-os töménységű etil-alkohol) cserélték, az oxidálóanyag a folyékony oxigén maradt. A hajtóanyag komponenseit sűrített nitrogén segítségével juttatták az égéstérbe. 
A hajtóművet 1933 októberében próbálták ki ismét, ezúttal sikeresen. A fékpadi mérések során 0,686 kN-os tolóerőt mértek. 
A 29,5 kg induló tömegű (ebből 8,3 kg volt a hajtóanyag) GIRD–X rakéta indítására 1933. november 25-én került sor a Moszkvához közeli Nahabino falu melletti lőtéren. Az indítás során a rakéta körülbelül 80 méteres magasságba emelkedett. Ezután a hajtómű meghibásodása, a rögzítés törése és a tüzelőanyagot szállító cső sérülése miatt a rakéta élesen elfordult, és az indítás helyétől mintegy 150 m-re esett le.
A GIRD–X alapján később több, nagyobb teljesítményű kísérleti rakétát építettek az 1930-as évek második felében.
A GIRD-X mérethű modellje látható Fridrih Cander Kiszlovodszkban található sírján.